# Animotion
Animotion est un groupe de new wave et synthpop américain originaire de Los Angeles, en Californie. Ils sont connus pour leur titre I Engineer (1986) et surtout Obsession (1984).

## Biographie
Animotion est à l'origine composé de cinq membres, dont quatre (la chanteuse Astrid Plane, le claviériste Paul Antonelli, le bassiste Charles Ottavio (pas celui de Red Zone), et le batteur David « Frenchy » O'Brien) sont d'anciens membres du groupe Red Zone. Après la séparation de ce dernier, les membres forment un groupe avec le nouveau chanteur et guitariste Bill Wadhams ; qui chantera dans le groupe Plane. Peu après la création d'Animotion, le guitariste Don Kirkpatrick est recruté et compose la formation la mieux connue du groupe. Ils sortent un premier album, éponyme, en 1984. Dans l'année sort le single extrait de l'album Obsession écrit par Holly Knigh, qui devient un vrai succès dans le Billboard Hot 100.
Après le départ d'Antonelli et O'Brien, le claviériste Greg Smith, qui a joué dans leur premier album, et le batteur Jim Blair deviennent membres officiels du groupe avant l'enregistrement de l'album, Strange Behavior (1986). Alors que plusieurs singles sont extraits de l'album, son succès aux US laisse à désirer, comparé à des pays européens comme l'Allemagne et aussi l'Afrique du Sud grâce au single I Engineer.
En plein milieu de l'enregistrement de leur troisième album, Animotion effectue des changements de formation ; les quatre membres fondateurs (Ottavio, Plane, and Wadhams) ont quitté le groupe, dont Blair. La séparation ne s'est pas faite d'un commun accord ; Ottavio et Plane (à cette période en couple, et plus tard mariés) sont renvoyés du groupe par le management ; et le départ de Wadhams est dû au fait que leur label lui permettait d'écrire de nouveaux morceaux, une situation qui l'a énormément gêné. La chanteuse et actrice Cynthia Rhodes, connue pour sa performance du personnage Penny Johnson dans le film Dirty Dancing, remplace Plane au chant, et Paul Engemann remplace Wadhams pour l'album Room to Move.

### Retours
Plusieurs membres originaux se réunissent le 9 février 2001, à la demande d'Alex Hart et de la chaine radio 94.7 NRK située à Portland, en Oregon, devant une foule. Plane, Wadhams, Kirkpatrick, et Smith continuent de jouer sous le nom d'Animotion depuis ; avec le batteur Kevin Rankin dès 2002, et le fils de Bill, Chris Wadhams, à la basse dès 2011. 
À l'été 2005, Ottavio joue avec Plane et Wadhams à la version américaine de l'émission télévisée Hit Me, Baby, One More Time jouant leur hit Obsession et une reprise de Days Go By de Dirty Vegas. 
Au milieu des années 2010, le groupe - avec Plane, Wadhams, Kirkpatrick, et Smith - enregistre un nouvel album, Raise, qui est publié en 2016 au Royaume-Uni, et plus tard sous le titre Raise Your Expectations aux US.